# İsmail Karamut
İsmail Karamut (* 1950 in Konya) ist ein türkischer Klassischer Archäologe.

## Leben
İsmail Karamut schloss 1972 das Studium der Klassischen Archäologie an der Universität Ankara ab. Anschließend trat er in den Staatsdienst ein und arbeitete von 1973 bis 1974 am Museum in Ereğli (Konya), von 1974 bis 1978 am Museum in Erdemli. Von 1978 bis 1985 war er stellvertretender Direktor der Museen in Konya, von 1985 bis 1990 Direktor der Denkmalpflege in Konya. 1983 erwarb er den Magister an der Universität Konya, 1987 wurde er dort promoviert. Von 1990 bis 2004 war er Direktor des Museums in Alanya. In dieser Zeit leitete er 1994 bis 1998 Ausgrabungen in Syedra und 2003 bis 2004 in Selinus. Von 2004 bis zu seinem Ruhestand 2009 war er Direktor des Archäologischen Museums Istanbul. In dieser Funktion war er auch für die Ausgrabungen beim Bau der Marmaray zuständig.